# FH-97A (航空機)
FH-97A（飛鴻-97A）
- 用途：UCAV（ロイヤル・ウイングマン）
- 設計者：Feihong Company（中国航天科技集団（CASC）傘下）
- 製造者：不明
- 運用状況：開発中
- 原型機：FH-97

FH-97A（中国語: 飛鴻-97A）は中華人民共和国の中国航天科技集団（CASC）が開発中の戦闘用無人航空機（UCAV）である。有人ステルス戦闘機であるJ-20などに対する「忠実な僚機」（ロイヤル・ウィングマン）として、共同で作戦を実施することを念頭に開発が行われている。

## 概要
2022年の中国国際航空宇宙博覧会で発表された。FH-97の発展型であるとされる。

### FH-97
FH-97（中国語: 飛鴻-97）はステルス機能を備えた無人戦闘機のプロトタイプで、2021年の中国国際航空宇宙博覧会で公開された。「忠実な僚機」（ロイヤル・ウィングマン）として機能する。電子攻撃によって防空を担い、J-20など有人戦闘機の前方を飛行することで早期警戒を提供し、なおかつ攻撃によるダメージを吸収するために設計されている。また、小型無人機であるCH-901を発射することも可能で、機動目標への攻撃が可能とされている。

### FH-97とFH-97Aの差異
電子・光学センサー類とエアインテークの配置に差があるとされている。電子・光学センサー類はFH-97で胴体下部に設置されていたが、FH-97Aでは胴体上部に設置されている。エアインテークはFH-97では背部にあったが、FH-97Aでは側面に設置されている。